# Пшихачев, Анас Мусаевич
Анас Мусаевич Пшихачев (11 октября 1967, Нальчик — 15 декабря 2010, Нальчик) — религиозный деятель, глава Духовного управления мусульман Кабардино-Балкарии (22.04.2004 — 15.12.2010). По мнению РИА Новости, Анас Пшихачев был одним из самых влиятельных исламских религиозных деятелей Северного Кавказа. 15 декабря 2010 года был убит в Нальчике.

## Биография
Родился 11 октября 1967 года в семье рабочего в Нальчике.
- С 1975 по 1977 гг. обучался в СШ № 17 п. В. Аул.
- С 1977 по 1983 гг. обучался в СШ № 11 г. Нальчика, где окончил 8 классов.
- В 1983 г. поступил в Нальчикский строительный техникум.
- С 1985 по 1987 гг. служба в рядах СА.
- В 1989 г. окончил полный курс НСТ по специальности техник-строитель.
- В 1989 по 1991 гг. работал имамом мусульманской общины с. Чёрная Речка Урванского района КБР.
- С 1991—1994 гг. успешно окончил институт арабского языка и исламских наук в г. Дамаске в Сирийской Арабской Республике.
- С 1994—1998 гг. успешно закончил Международный Исламский университет «Призыв к Исламу» г. Триполи, Социалистическая Народная Ливийская Арабская Джамахирия.
- В сентябре 1998 г. поступил на работу в Кабардино-Балкарский Исламский институт на должность преподавателя.
- В 1999 г. назначен на должность заместителя директора по учебно-воспитательной работе КБИИ.
- С 01.12.2000 г. назначен заместителем председателя ДУМ КБР.
- С 01.12.2002 г. — и. о. председателя Духовного управления мусульман Кабардино-Балкарской Республики.
- С 22.04.2004 г. избран 4-м Съездом мусульман КБР председателем Духовного управления мусульман КБР, муфтий.
- С 25.03.2009 г. переизбран 5-м Съездом мусульман КБР председателем Духовного управления мусульман КБР, муфтий.
- 15 декабря 2010 года был убит во дворе у своего дома.

Имел более 50 монографий по богословско-правовым вопросам, разработал образовательную программу для высших религиозных заведений, которая была признана Министерством образования РФ одним из лучших.
Владел русским, кабардинским и арабским языками в совершенстве, а также английским (разговорным).
Под его руководством по всей республике была проведена аттестация всех имамов республики и после этого были организованы курсы по повышению квалификации имамов.

## Награды
- Указом Президента Российской Федерации Д. А. Медведевым награждён Орденом Мужества (посмертно). За мужество и отвагу, проявленную при исполнении гражданского долга.
- Медаль «За заслуги в проведении Всероссийской сельскохозяйственной переписи 2006 г.» от Федеральной службы государственной статистики;
- медаль «За духовное единение» от Совета муфтиев России;
- медаль «За заслуги перед уммой 2 степени» от Координационного центра мусульман Северного Кавказа;

Это был выдающийся, пользующийся безусловным авторитетом, религиозный деятель, который открыто противостоял экстремизму - Д. Медведев

### Грамоты и благодарности
- благодарственное письмо от полномочного представителя Президента РФ в ЮФО «За плодотворное сотрудничество в деле укрепления мира и национального согласия на Юге России»;
- благодарственное письмо от Госкиновидеоучреждения Министерство Культуры КБР «За активное участие в провидении месячника-акции по профилактике асоциальных явлений»;
- грамота от ООДУУМ и ПДН МВД КБР «За добросовестную работу по профилактике предупреждения наркомании и алкоголизма в детской подростковой среде»;
- грамотой «За вклад в утверждение мира, согласия и стабильности на Северном Кавказе» от президиума Кабардино-Балкарского фонда культуры;
- почётная грамота от Управления Федеральной службы по контролю за оборотом наркотиков РФ по КБР «За активное сотрудничество в организации мероприятий по профилактике наркомании, проявленный при этом высокий профессионализм»;
- почётная грамота от Министерства культуры и информационных коммуникаций КБР "За большой вклад и активное участие в мероприятиях по профилактике наркомании и пропаганде здорового образа жизни в рамках республиканской программы «Кабардино-Балкария без наркотиков»;
- почётная грамота «За личный вклад в развитие и укрепление уголовно-исполнительной системы, активную работу по духовно-нравственному воспитанию осуждённых к лишению свободы» от Управления Федеральной службы исполнения наказаний РФ.